# Cotoneaster morrisonensis
Cotoneaster morrisonensis är en rosväxtart som beskrevs av Bunzo Hayata. Cotoneaster morrisonensis ingår i släktet oxbär, och familjen rosväxter. Inga underarter finns listade i Catalogue of Life.